# Horhy Mihály
Horhi Horhy Mihály (Dicske, 1780. szeptember 24. – Pest, 1856. február 5.) mezőgazdász.

## Élete
A reformáció korában szerepet vitt Horhi Juhász nemzetség ivadéka.[forrás?] Dicskén született, ahol apja Horhy Elek megyei főszolgabíró volt, aki korán elhalt és árván maradt öt gyermeke nevelését özvegyére, Egyed Teréziára hagyta. Horhy iskoláit Nyitrán kezdte és Pozsonyban végezte. Hogy a természettudományokban magát tökéletesítse, a bécsi egyetemre ment, ahol főleg Jordan tanár mezőgazdasági és természettani előadásait hallgatta. Itt megismerkedett gróf Zichy Istvánnal, aki titkárként alkalmazta és 1805-ben a palotai és csicsói uradalmak kormányzását bízta rá. 1816 májusában gróf Eszterházy Nepomuk János jószágainak igazgatását is átvette. 1827-ben ezen grófi családtag összes magyar- és erdélyországi uradalmainak teljhatalmú kormányzója lett.
1823-ban juhtenyésztési ismereteinek elmélyítése szempontjából porosz Sziléziába utazott. 1832. március 3-án a bécsi császári és királyi gazdasági egylet, 1833. március 28-án a királyi bajor füvészegylet, 1833. március 1-jén a bécsi császári és királyi Gartenbau-Gesellschaft, 1845. augusztus 5-én a karintiai császári és királyi gazdasági és iparvédegylet, 1846. április 1-jén a stájerországi császári és királyi gazdasági egylet megválasztotta tagjává. Ez időben szervezte a jakabszállási és csillagmajori gazdaságot. E fáradságot gróf Eszterházy Szerecsen pusztán egy birtokkal és azzal jutalmazta, hogy halálakor őt nevezte ki végrendeleti végrehajtójául.
1841-ben tudományos és gazdasági szempontból beutazta Nyugat-Európát; 1844-ben Münchenben, 1845-ben Boroszlóban, 1847-ben Kielben a német gazdák gyűlésein; azután Pécsett, Sopronban és Eperjesen a magyar orvosok és természetvizsgálók nagy gyűlésein mint a magyar gazdasági egyesület titkára vett részt; 1846-ban pedig a stájerországi gazdasági egyesület 50 évi fennállásának emlékünnepén volt hasonló minőségben jelen. A magyar gazdasági egyesület 1848. január 2-iki közgyűlésén, ezen egyesület földmívelési szakosztályának, 1851. június 9-én pedig gép- és műtani szakosztályának elnökévé választatott. Komárom, Veszprém, Győr és Fejér megyék táblabirája volt.
1851-ben ismét beutazta Angliát gazdasági szempontból. 1852-ben ugyanonnan cséplő-, arató- sat. gépeket hozott be; 1855-ben ugyanott a carlisle-i show-n mint meghivott volt jelen. 1855. december 28-án Pesten lakásáról lemenni akarván, karját töré a lépcsőn és 1856. február 5-én meghalt.
Cikkei a Magyar Gazdában és a Gazdasági Lapokban jelentek meg. Évekig készült egy nagy füvészkönyv kiadására angol vagy francia nyelven, de azzal nem készülhetett el.

## Kézirata
- Flora Bakonyiensis, Palotae, 1815 (a zirczi apátság könyvtárában van. Rómer adott belőle mutatványt a pozsonyi Verhandlungenben IV. k. 85-87.) A gazdaság és természettudományok körében rendkívül gazdag és becses könyvtárát unokája Schvarcz Gyula örökölte.